# Calligonum molle
Calligonum molle  (лат.) — вид двудольных растений рода Жузгун (Calligonum) семейства Гречишные (Polygonaceae).
Был впервые описан российским ботаником Дмитрием Ивановичем Литвиновым в 1913 году, а вскоре таксон был определён им же в качестве синонима джузгуна щетинистого (Calligonum setosum). В ряде источников Calligonum molle считают синонимом C. setosum, в других описывают его как отдельный вид.

## Распространение
Изначально был распространён на небольших участках в Бухарской области Узбекистана. В 2001 году отдельные экземпляры были также собраны с территории Туркменистана.

## Замечания по охране
Численность экземпляров растения снижается. Вид считается вымирающим («endangered») согласно данным Международного союза охраны природы. Основные угрозы существованию вида — срезание растения и выпас скота в местах его произрастания.